# Danh sách đảo của Canada
Đây là danh sách chưa đầy đủ các đảo của Canada.

## Đảo Bắc Băng Dương

### Quần đảo Queen Elizabeth
- Đảo Adams (Nunavut)
- Đảo Alexander (Nunavut)
- Đảo Baillie-Hamilton
- Đảo Bathurst (Canada)
- Đảo Borden
- Đảo Brock
- Đảo Buckingham
- Đảo Byam Martin
- Đảo Cameron
- Đảo Coburg
- Đảo Cornwall (Nunavut)
- Đảo Cornwallis (Nunavut)
- Đảo Devon
- Đảo Eglinton
- Đảo Ellesmere
- Đảo Emerald Isle (Lãnh thổ Tây Bắc)
- Đảo Graham (Nunavut)
- Đảo Griffith (Nunavut)
- Đảo Helena
- Đảo Hoved
- Île Vanier
- Đảo King Christian
- Đảo Little Cornwallis
- Đảo Lougheed
- Đảo Mackenzie King
- Đảo Massey
- Đảo Meighen
- Đảo Melville (Canada)
- Đảo North Kent
- Đảo Pioneer (Nunavut)
- Đảo Prince Patrick
- Đảo Stor
- 2092 tiểu đảo gồm
Đảo Hans,
 một đảo đá trơ trụi không người 
Đảo Ellesmere diện tích khoảng 1.3 km²
 (phân định với Vương quốc Đan Mạch)

### Quần đảo Belcher
- Đảo Flaherty
- Đảo Innetalling
- Đảo Kugong
- Đảo Mavor
- Đảo Moore
- Đảo Snape
- Đảo Split
- Đảo Tukarak
- Đảo Wiegand

### Quần đảo Sverdrup
- Đảo Amund Ringnes
- Đảo Axel Heiberg
- Đảo Ellef Ringnes
- Đảo Haig-Thomas

### Các đảo Bắc Băng Dương khác
- Đảo Adams (Nunavut)
- Đảo Qikiqtagafaaluk
- Đảo Air Force
- Đảo Akimiski
- Đảo Akpatok
- Đảo Angijak
- Đảo Baffin
- Đảo Banks
- Đảo Qikiqtarjuaq (eo biển Hudson)
- Đảo Bray
- Đảo Brevoort
- Đảo Bylot
- Đảo Charles (Nunavut)
- Đảo Charlton
- Đảo Coats
- Đảo Crown Prince Frederik
- Đảo Dexterity
- Đảo Edgell
- Đảo Foley
- Đảo Umingmalik
- Đảo Herschel (tiếng Inuktitut: Qikiqtaruk)
- Đảo Igloolik
- Đảo Qikiqtaryuaq
- Đảo Kapuiviit (đảo Jens Munk)
- Đảo Killiniq
- Đảo King William
- Đảo Koch
- Đảo Loks Land
- Đảo Long (vịnh Frobisher, Nunavut)
- Đảo Long (vịnh Hudson, Nunavut)
- Đảo Mansel
- Đảo Matty
- Đảo Qikiqtaryuaq (vịnh Queen Maud)
- Đảo Mill (Nunavut)
- Đảo Moodie
- Đảo North Twin
- Đảo Nottingham
- Đảo O'Reilly
- Đảo Paallavvik
- Đảo Pandora
- Đảo Prescott
- Đảo Prince Charles
- Đảo Prince of Wales (Nunavut)
- Đảo Resolution (Nunavut)
- Đảo Richards
- Đảo Rowley
- Đảo Russell (Nunavut)
- Đảo Salisbury (Nunavut)
- Đảo Qikiqtaaluk
- Đảo Smith (vịnh Frobisher, Nunavut)
- Đảo Smith (vịnh Hudson, Nunavut)
- Đảo Somerset (Nunavut)
- Đảo Southampton
- Đảo South Tweedsmuir
- Đảo Stefansson
- Đảo Tennent
- Đảo Nagjuttuuq
- Đảo Victoria (Canada)
- Đảo Wales (Nunavut)
- Đảo Wales (Ungava)
- Đảo Qikiqtaaluk (bồn trũng Foxe)
- 34377 tiểu đảo khác

## Newfoundland và Labrador
- Đảo Baccalieu
- Đảo Bell (Newfoundland và Labrador)
- Đảo Bell (quần đảo Grey)
- Đảo Belle (Newfoundland và Labrador)
- Đảo Brunette
- Đảo Carbonear
- Quần đảo Change (Newfoundland và Labrador)
- Đảo Cod
- Đảo Fogo (Newfoundland và Labrador)
- Đảo Funk
- Đảo Great Colinet
- Quần đảo Grey
- Đảo Groais
- Quần đảo Horse
- Đảo Ireland's Eye, Newfoundland và Labrador
- Đảo Kellys (Newfoundland và Labrador)
- Đảo Kikkertavak
- Đảo Killiniq
- Đảo Long (vịnh Hermitage, Newfoundland)
- Đảo Long (vịnh Placentia, Newfoundland và Labrador)
- Đảo Merasheen
- Đảo Newfounland
- Đảo New World
- Đảo Paul
- Đảo Puffin (Baccalieu Tickle), Newfoundland và Labrador
- Đảo Quirpon
- Quần đảo Ramea
- Đảo Random
- Đảo Red, Newfoundland và Labrador
- Đảo South Aulatsivik
- Đảo Tunungayualok

## Nova Scotia
- Đảo Barren (Nova Scotia)
- Đảo Big Tancook
- Đảo Boularderie
- Đảo Brier
- Đảo Cape Breton
- Đảo Cape Sable
- Đảo Deadman (Nova Scotia)
- Đảo Devils (Nova Scotia)
- Đảo Dover (Nova Scotia)
- Đảo Georges (Nova Scotia)
- Đảo Henry (Nova Scotia)
- Đảo Lawlor
- Đảo Long (Nova Scotia)
- Đảo Isle Madame (Nova Scotia)
- Đảo McNabs
- Đảo Oak
- Đảo Partridge (Nova Scotia)
- Đảo Petit-de-Grat
- Đảo Pictou (Nova Scotia)
- Đảo Port Hood, Nova Scotia
- Đảo Sable
- Đảo Lot No 44, Briar Lake
- Đảo Seal (Nova Scotia)
- Đảo Sherose, Nova Scotia
- Đảo Sober, Nova Scotia
- Đảo Southwest, Nova Scotia
- Đảo Stoddart
- Đảo St. Paul (Nova Scotia)
- Quần đảo Tusket
- Đảo Hirtle

## Đảo Hoàng tử Edward
- Đảo Boughton (Đảo Hoàng tử Edward)
- Đảo Governors (Đảo Hoàng tử Edward)

Cồn cát đảo Hog
- Đảo Holman (Đảo Hoàng tử Edward)
- Đảo Lennox (Đảo Hoàng tử Edward)
- Quần đảo Murray (Đảo Hoàng tử Edward)
- Đảo Panmure (Đảo Hoàng tử Edward)
- Đảo St. Peters (Đảo Hoàng tử Edward)

## Quebec
- Đảo Anticosti
- Đảo Entry
- Đảo Bonaventure
- Île Bizard
- Îles-de-Boucherville National Park
- Île de la Visitation
- Đảo Nuns
- Île d'Orléans
- L'Île-Dorval
- Île Jésus
- Đảo Notre Dame
- Île Perrot
- Đảo René-Levasseur
- Đảo Saint Helen
- Îles Laval
- Đảo Montréal
- Quần đảo Magdalen

## Ontario
- Đảo Amherst
- Đảo Manitoulin
- Quần đảo Thousand
- Quần đảo Toronto
- Đảo Wolfe (Ontario)

## Manitoba
- Đảo Black
- Đảo Elk
- Đảo George (Hồ Winnipeg)
- Đảo Hecla
- Đảo Matheson
- Đảo Reindeer
- Quần đảo Sandy (Manitoba)
- Quần đảo Spider
- Đảo Callan

## Saskatchewan
- Đảo Beaver (Saskatchewan)
- Đảo Fleming (Saskatchewan)
- Đảo Hofer
- Đảo Lenz
- Đảo Sandy (Saskatchewan)
- Đảo Johns (Saskatchewan)
- Đảo Todd (Saskatchewan)
- Đảo Turner (Saskatchewan)
- Đảo Umisk

## Alberta
- Đảo Bustard
- Đảo Burntwood
- Đảo Castle (Alberta)
- Đảo Prince
- Đảo Spirit (Alberta)

## British Columbia
Tỉnh bang British Columbia có nhiều nhóm đảo chia theo khu vực.
- Đảo Vancouver

## Yukon
- Đảo Herschel